# Kondoa (stad)
Kondoa Irangi is een kleine stad, gelegen in Tanzania in de regio Dodoma. Ze is gelegen op de oude handelsroute van de Indische Oceaan naar het Tanganyikameer. De karavanen werden er voorzien van fris drinkbaar water, uit een bron die er nog steeds bestaat. De stad is het economische centrum van het Irangigebergte, waar de belangrijkste bevolkingsgroep de Irangi-landbouwers zijn. Deze heuvels hebben te lijden onder heel wat erosie, waardoor er prachtige landschappen gevormd zijn.
Kondoa is wereldwijd bekend vanwege de rotsschilderingen in de Kondoaregio die sinds 2006 zijn opgenomen in de Werelderfgoedlijst van UNESCO.

## Religie
De bevolking is er grotendeels moslim, de christelijke gemeenschap bestaat hoofdzakelijk uit immigranten en mensen van de overheid. Sinds 2011 is Kondoa de zetel van een rooms-katholiek bisdom.